# Calcutta-Auktion
Eine Calcutta-Auktion (auch: Calcutta sweepstake, Calcutta lottery oder kurz: Calcutta) ist eine spezielle Wettart, basierend auf einer Versteigerung, ggf. verbunden mit einer vorangehenden Lotterie.
Als die Briten zu Beginn des 19. Jahrhunderts den Pferderennsport in Calcutta einführten, entstand die sogenannte Calcutta-Auktion. Diese Wettart erfreut sich großer Popularität in den Ländern des früheren British Empire und den USA.
Aus rechtlicher Sicht wird die Calcutta-Auktion – sofern es entsprechende Entscheidungen gibt, wie etwa in Australien, Kanada oder den USA – als Glücksspiel angesehen, die Abhaltung einer Calcutta-Auktion bedarf demnach einer behördlichen Genehmigung. In diesen Ländern findet sich in vielen rechtlichen Texten, die  Bookmaking und das Totalisator-Geschäft betreffen, der Begriff Pool selling, der die Calcutta-Auktion bezeichnet.

## Calcutta auction
Dieses Wettformat wird vor allem bei Pferde- und Formel-1-Rennen angewendet, ebenso im Zusammenhang mit Backgammon-, Bridge-, Poker- sowie Curling-, Golf und Tennis-Turnieren sowie Angelwettbewerben etc., und ist weiters als Meilenwette auf Schiffen (Schiffswette) gebräuchlich. Bei Pferderennen allerdings dominiert heute das Totalisator-System.
Vor Beginn des Bewerbs – meist am Vorabend im Rahmen eines festlichen Calcutta dinners – werden Tickets mit den Namen der einzelnen Renn- bzw. Turnier-Teilnehmer ("Pferde") in zufälliger Reihenfolge nach der Methode der englischen Auktion versteigert. Der bei der Versteigerung erzielte Preis wird in den Gewinntopf (Auction's pool) eingezahlt, dieser wird nach Abzug einer allfälligen Kommission für den Veranstalter unter den Besitzern der Tickets mit den Namen der erfolgreichen Renn- bzw. Turnier-Teilnehmer aufgeteilt, z. B. könnten bei einem Tennis-Turnier der Besitzer des Tickets mit dem Namen des Siegers 50 %, der Besitzer des zweiten Finalisten 25 % und die Besitzer der Tickets mit den Namen der Semifinalisten jeweils 12,5 % des (Netto-)Pools erhalten. Häufig wird der Calcutta pool nach demselben Schlüssel wie die Preisgelder des bewetteten Ereignisses aufgeteilt.
Die Calcutta-Auktion ist dem Totalisator-System eng verwandt, da auch hier die einzelnen Wett-Teilnehmer untereinander wetten (frz. pari mutuel), im Gegensatz zur Wette am Totalisator kann bei einer Calcutta aber schlussendlich immer nur ein Wett-Teilnehmer auf einen bestimmten Teilnehmer des Bewerbs wetten, nämlich derjenige, der bei der Auktion das höchste Gebot abgibt. Es ist möglich, mehrere Tickets zu kaufen, je Teilnehmer am Wettbewerb gibt es aber immer nur einen Käufer.

### Varianten und Ergänzungen
- Fields: Bei großer Teilnehmerzahl werden mehrere Starter zu Gruppen zusammengefasst und als Paket (Field) versteigert.
- Buy-back: Wird z. B. bei einem Backgammon-Turnier das Ticket mit dem Namen eines Spielers nicht von diesem selbst, sondern von jemand anderem ersteigert, so hat jener Spieler das Recht, einen bis zu 50%igen Anteil an dem Ticket mit seinem Namen zum proportionalen Anteil an der Versteigerungssumme vom Besitzer des Tickets zu kaufen.
- Highest bidder's choice lot: Um den Reiz der Auktion zu erhöhen, kann als erstes ein sogenanntes Highest bidder's choice lot versteigert werden; bei diesem Ticket erklärt der Käufer nach dem Zuschlag, auf welchen Starter er setzen möchte. Auf diese Weise gibt es mehr competitive bidding, und das wirkt sich positiv auf die Höhe des Versteigerungstopfes aus.
- The Sack: Tickets, für die sich kein Käufer zum Mindestgebot findet, werden in den sogenannten Sack gesteckt und am Ende wie ein einzelnes Ticket versteigert.
- Seeding the pool: Der Versteigerungstopf startet nicht bei Null, sondern wird vor Beginn der Auktion mit einem gewissen Betrag dotiert (vgl. Calcutta sweepstake)

### Pool selling bei Pferderennen
Die Calcutta-Auktion als Wettart bei Pferderennen ist zumindest seit den 1860er Jahren als Pool selling in den USA bekannt. Henry Deedes beschreibt in seinem im Jahre 1869 erschienenen Buch Sketches of the South and West: or, Ten months' residence in the United States diese Wettart sehr detailliert, denn diese sei, so der Autor, gänzlich verschieden von der in Großbritannien gebräuchlichen Form (dort waren – und sind – vor allem Wetten bei Buchmachern üblich).
Deedes' Beschreibung entspricht genau derjenigen einer Calcutta auction, wobei lediglich drei Lose versteigert werden:
- 1st Chance: ein highest bidder’s choice lot
- 2nd Chance: ein weiteres highest bidder’s choice lot
- The Field: enthält alle übrigen Pferde

Der Besitzer des Tickets mit dem Sieger-Pferd gewinnt alles (The winner takes all).
Vgl. auch Arne K. Lang: Sports Betting and Bookmaking: An American History., für eine Auktion wie bei Deedes beschrieben, allerdings mit vier Highest bidder’s choice lots und einem Los für The Field. Eine inhaltlich identische Beschreibung des Pool selling findet sich bei Junius Henri Browne anlässlich eines Rennens mit nur vier Startern, wobei alle vier Tickets versteigert werden.

### Calcutta Pools bei Golf-Turnieren
Bei Golf-Turnieren wird (vgl. John Scarne) nach Abzug von 10 % für Charity, der Netto-Pool wie folgt aufgeteilt: Sieger 50 %, Zweiter 20 %, Dritter 15 %, Vierter 10 % und Fünfter 5 %. Des Weiteren ist es üblich, dass der Besitzer eines gewinnenden Loses 10 % seines Gewinns als Belohnung an den entsprechenden Golf-Spieler weitergibt. Macht man diese Usance zur strikten Regel, so bedeutet dies, dass der Preispool des Golf-Turniers durch einen Teil des Calcutta-Pools erhöht wird (vgl. auch John Crawford, Oswald Jacoby).
Werden nur drei Preise bezahlt, so wird der Pool im Verhältnis 70 : 20 : 10 geteilt.

### Meilenwette
Eine beliebte Form der Calcutta-Auktion ist die Meilenwette auf mehrtägigen Schifffahrten (Auction sweepstake on ship's daily run). Eine solche Schiffswette steht im Mittelpunkt von Roald Dahls Kurzgeschichte Dip in the Pool; im Roman Diamonds are Forever widmet Ian Fleming ein ganzes Kapitel einer solchen Wette auf der Queen Elizabeth. Beide Autoren geben jeweils sehr präzise – wenn auch nicht exakt identische – Beschreibungen. Zunächst die Beschreibung nach Fleming:
An jedem Mittag gibt der Kapitän seine Schätzung der Anzahl der Seemeilen bekannt, welche das Schiff bis zum nächsten Mittag zurücklegen wird; z. B. 720 bis 739 Meilen. Die neunzehn Zahlen 720, 721, …, 738 werden nun auf Lose geschrieben, diese in einem Behälter gemischt und in der Reihenfolge ihrer Ziehung versteigert. Das Ticket mit der Nummer 738 etwa bedeutet die Wette, dass das Schiff zumindest (≥) 738, aber weniger als (<) 739 Meilen zurücklegen wird.
Außerdem gibt es noch zwei weitere Tickets: Low field, d. h. man wettet, dass das Schiff weniger als 720 Meilen zurücklegt, und High field für die Wette, dass das Schiff 739 oder mehr Meilen zurücklegt. Bei der von Roald Dahl beschriebenen Schiffswette werden die Tickets High field und Low field genau so wie die anderen Nummern in den Behälter gelegt und versteigert, sobald diese gezogen werden.
Bei Fleming hingegen werden diese beiden Felder jedoch nicht in den Behälter gelegt, vielmehr wird nach der Versteigerung der einzelnen Nummern ein Ticket mit dem Titel Choice of high or low field zur Auktion aufgerufen: der Käufer dieses Tickets erklärt nach dem Zuschlag, ob er sich für High field oder für Low field entscheidet. Zuletzt wird das verbleibende Field versteigert. Insgesamt gibt es daher 21 Tickets.
Betreffend die Anzahl der Lose schreibt Dahl explizit: The captain has estimated the day's run ending midday tomorrow, at five hundred and fifteen miles. As usual we will take the ten numbers on either side of it to make up the range. That makes it five hundred and five to five hundred and twenty-five. And of course for those who think the true figure will be still farther away, there'll be 'low field' and 'high field' sold separately as well.
D.h. Low field  bedeutet hier "< 505", High field "≥ 525", und somit gibt es noch weitere zwanzig Tickets mit den Nummern 505 bis 524, bei Dahls Beschreibung gibt es daher 22 Tickets.
Der Besitzer des Tickets mit der korrekten Vorhersage gewinnt den Pool (The winner takes all), von diesem wird zuvor eine Deduction, bei Fleming 5 %, bei Dahls Beschreibung in Höhe von 10 % abgezogen.

## Calcutta sweepstake bzw. Calcutta lottery

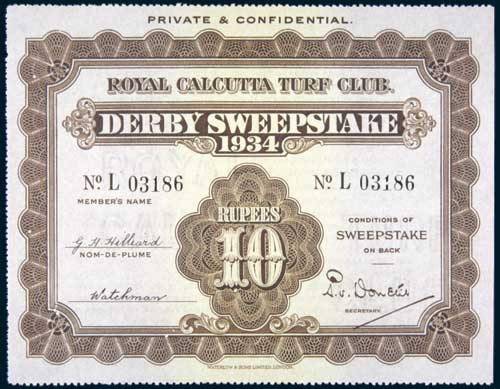
Ein 10-Rupees Calcutta Derby Sweepstake Ticket des Royal Calcutta Turf Club von 1934

Die Begriffe Calcutta sweepstake (bzw. Calcutta lottery) werden nicht immer streng von Calcutta auction abgegrenzt, im Folgenden soll aber der Unterschied beachtet werden. Zunächst eine Beschreibung des ursprünglichen Formats, wie es vom Royal Calcutta Turf Club (RCTC) praktiziert wurde.
Das Calcutta sweepstake ist eine Weiterentwicklung der populären Sweepstakes, wie sie heute vor allem im privaten Kreis anlässlich großer Rennen wie des Grand National in Großbritannien üblich sind. Während es sich bei der ursprünglichen Spielform um ein reines Glücksspiel handelt, bei dem Sportwissen keinerlei Bedeutung besitzt, so ist es bei der Calcutta jedoch sehr wichtig, die Chancen der einzelnen Pferde gut einschätzen zu können.

### Ablauf
Das Calcutta sweepstake besteht aus zwei Abschnitten: einer Lotterie und einer Auktion.

#### Lotterie
Vor dem Rennen werden Lose verkauft (typischerweise 100 Stück zu 10 Rupien); der Erlös aus dem Verkauf wird in den Gewinntopf (Pool) eingezahlt. Nach dem Verkauf aller Lose wird eine Lotterie abgehalten. Zu jedem teilnehmenden Pferd wird eine Nummer gezogen.
Beispiel
Zum Pferd Black Dream wird die Nummer 69 gezogen, zu Cherry die Nummer 6 usw.
Nach Beendigung des Losverkaufs, d. h. vor Beginn der Auktion liegen somit bereits 1.000 Rupien im Gewinntopf (vgl. Seeding the pool).

#### Auktion
Vor dem Rennen – meist am Vorabend im Rahmen eines festlichen Calcutta dinners – werden Tickets mit den Namen der einzelnen Pferde (im Folgenden auch kurz: "Pferde") in zufälliger Reihenfolge nach der Methode der englischen Auktion versteigert.
Die Teilnahme an der Auktion ist nicht an den Besitz eines Loses gebunden. Der Erfolg einer Calcutta hängt ganz wesentlich davon ab, inwieweit es dem Auktionator gelingt, das Publikum zu möglichst hohen Geboten anzuspornen.
Die Hälfte des Auktionspreises gebührt dem Besitzer des Loses mit der dem Pferd in der vorangegangenen Lotterie zugeordneten Nummer, die andere Hälfte wird in den Gewinntopf eingezahlt.
Der Besitzer des Lotterie-Loses hat nun die Wahl zwischen folgenden Möglichkeiten:
- er kann sich die Hälfte des Versteigerungsbetrages auszahlen lassen und seine Teilnahme am Spiel beenden, damit verliert er jeden Anspruch auf die auf sein Pferd entfallenden Gewinne.
- er kann auf die Auszahlung des Betrages verzichten und weiter im Spiel bleiben, er behält dann einen Anspruch auf die Hälfte der auf sein Pferd entfallenden Gewinne. Der Wett-Teilnehmer, der das Pferd ersteigert hat, zahlt dann aber nur die halbe Versteigerungssumme und erhält die Hälfte der auf dieses Pferd entfallenden Gewinne.

Ersteigert der Besitzer des Loses selbst das Pferd, so zahlt er nur die Hälfte des Versteigerungsbetrages.
Fortsetzung des Beispiels
Wird Black Dream zum Betrag von 1.000 Rupien ersteigert, so zahlt der Ersteigerer 500 Rupien in den Gewinntopf und 500 Rupien an den Besitzer des Loses mit Nummer 69 und erwirbt damit den Anspruch auf den auf Black Dream entfallenden Gewinn.
Verzichtet der Besitzer von Los Nummer 69 auf die ihm zustehenden 500 Rupien, so zahlt der Ersteigerer nur 500 Rupien in den Gewinntopf. Er erwirbt damit den Anspruch auf die Hälfte des auf Black Dream entfallenden Gewinnes, die andere Hälfte des Gewinnes gebührt dem Besitzer des Loses mit Nummer 69.
Wird Black Dream schließlich vom Besitzer des Loses Nummer 69 für 1.000 Rupien ersteigert, so zahlt dieser nur den halben Auktionspreis, also 500 Rupien, in den Gewinntopf.
Während an der Lotterie und der anschließenden Auktion jedermann teilnehmen kann, so sind schlussendlich nur mehr diejenigen am Gewinntopf (Pool) finanziell beteiligt, die bei der Auktion durch erfolgreiche Gebote den Zuschlag erhalten haben, sowie diejenigen Gewinner in der Lotterie, die ihren Anteil nicht abgegeben haben.

#### Aufteilung des Gewinntopfes
- Der Besitzer des erstplatzierten Pferdes erhält 40 % des Gewinntopfes,
- der Besitzer des zweitplatzierten Pferdes erhält 20 % des Gewinntopfes,
- der Besitzer des drittplatzierten Pferdes erhält 10 % des Gewinntopfes,
- die Besitzer der nicht platzierten Pferde erhalten insgesamt 20 % des Gewinntopfes,
- und der Veranstalter behält 10 % des Gewinntopfes als Kommission (Deduction), die Ausschüttungsquote beträgt daher 90 %.

Gehen zwei oder mehrere Pferde gleichzeitig durchs Ziel – man nennt dies ein totes Rennen bzw. eine Ex-aequo-Platzierung – so werden die Gewinne entsprechend geteilt: Angenommen zwei Pferde laufen gleichzeitig als Zweite durchs Ziel, so belegen sie gemeinsam die Plätze zwei und drei und erhalten zusammen 20 % + 10 % = 30 % des Topfes, d. h. jedes der beiden erhält 15 %.

### Melbourne Cup Calcuttas; Reihenfolge der Versteigerung
Bei der ursprünglichen Form der Calcutta-Auktion werden die einzelnen Pferde (Starter, Turnierteilnehmer, …) in zufälliger Reihenfolge versteigert. Bei den sehr populären Calcutta Sweepstakes im Zusammenhang mit dem Melbourne Cup ist es jedoch üblich mit den Long shots (d. h. den Außenseitern) zu beginnen und die Favoriten erst am Ende der Auktion zu versteigern. Auf diese Weise können Bieter die Höhe des Pools gegen Ende der Auktion besser einschätzen, wodurch das Risiko bei den hohen Wetten auf die Favoriten reduziert wird. (Werden wie etwa in den obigen Beispielen zum Pool selling zu Beginn Highest bidder's choice lots versteigert, so führt dies natürlich dazu, dass die Favoriten als erstes versteigert werden.)
Bei den Melbourne Cup Calcuttas wird der Gewinnpool üblicherweise so aufgeteilt, dass Preise nicht nur an die Besitzer der Tickets mit den Namen der drei erstplatzierten Pferde – diese erhalten 60 %, 25 % bzw. 10 % der gesamten Gewinnsumme – ausbezahlt werden, auch der Besitzer des letztplatzierten Pferdes erhält einen Preis, nämlich 5 %. Aufgrund dieser Regelung ist es durchaus attraktiv auch auf aussichtslose Pferde zu bieten, da ein solches ja immerhin den letzten Platz belegen kann.
N.B. Als letztplatziertes Pferd gilt dasjenige Pferd, das als letztes tatsächlich über die Ziellinie geht. Ein Pferd, das das Rennen nicht vollendet, gilt nicht als letztplatziert.

## Ergänzungen
Ein interessantes Element der Calcutta-Auktion liegt in der Bestimmung eines angemessenen Gebots für jedes einzelne Pferd, da die Auszahlung direkt von der Größe des Pools und daher von den abgegebenen Geboten abhängt. Auf diese Weise fluktuiert der Wert eines jeden Pferdes im Verlauf der Versteigerung oft sehr stark. Selbst wenn ein Bieter wissen sollte, welches Pferd das Rennen gewinnt und er somit (beim Melbourne Cup) 60 % des Pools erhält, so würde er doch noch immer nicht den exakten Wert seines Tickets kennen – es sei denn, dieses Pferd würde als letztes zur Versteigerung aufgerufen – da die Auszahlung an der Summe aller erfolgreichen Gebote, d. h. am Endwert des Pools, hängt.
Für die Entscheidung, wie viel man für ein einzelnes Pferd bieten soll, sind also nicht allein die Wahrscheinlichkeiten für den Sieg, bzw. zweiten oder dritten Platz ausschlaggebend, sondern auch und ganz wesentlich die erwartete Gesamtsumme im Pool. Diese ist – würden sich alle Bieter im Sinne der Wahrscheinlichkeitstheorie optimal verhalten – unabhängig von der Reihenfolge der Versteigerung.